# Partit de la Nació Corsa
El Partit de la Nació Corsa (cors Partitu di a Nazione Corsa o PNC) fou un partit polític nacionalista cors. Fou creat a Corte el 24 de juliol de 2002 de la fusió d'Unió del Poble Cors (UPC), d'A Scelta Nova i d'A Mossa Naziunale. El seu congrés fundador va tenir lloc a Furiani el 7 de desembre de 2002. Forma part a nivell europeu de l'Aliança Lliure Europea i a nivell de l'Estat Francès de Regions i Pobles Solidaris.
El PNC advoca més per l'autonomia que no pas per la independència. Rebutja la violència política practicada per les diferents fraccions del FLNC i que rep suport de bona part de l'independentisme cors. El seu secretari nacional fou Jean-Christophe Angelini.
El PNC publica el setmanari Arriti, fundat el 1966 i editat a Bastia, codirigit per Max Simeoni i François Alfonsi. Al primer torn de les eleccions presidencials franceses de 2007 reclamà el vot per a la candidata Dominique Voynet (Les Verts).
El grup parlamentari PNC-Chjama a l'Assemblea de Còrsega compta amb 5 escons, entre ells Edmond Simeoni i Jean-Christophe Angelini. Des de les eleccions cantonals i municipals de 2008, el PNC aliat amb Chjama Naziunale compta amb 1 conseller general (Paul-Joseph Caitucoli) i més d'un centenar de regidors, així com tretze alcaldes (Osani, Belgodère, Villanova, Lopigna, Manso, Cristinacce, Lozzi, Morsiglia, Piano, Piedipartino, Riventosa, Santa-Lucia-di-Mercurio i Vero) i esdevingueren el primer grup d'oposició a Bastia i Porto-Vecchio.
A les eleccions europees de 2009, el PNC, es presentà com ho feren els seus aliats de Régions et Peuples Solidaires, en la llista regional d'Europe Ecologie. Obtingué l'únic diputat europeu de Còrsega, en la persona del líder històric François Alfonsi amb 26% dels vots a l'illa.
El proper mes de març 2010, el PNC és aliat amb Inseme per a Corsica per les eleccions a l'Assemblea de Còrsega, en la coalició Femu a Corsica encapçalada per Gilles Simeoni i Jean-Christophe Angelini.
En 2015, es va involucrat en el procés de creació del moviment Femu a Corsica juntament amb Inseme per a Corsica i A Chjama Naziunale, però no s'ha dissolt en aquest moviment.